# Спинокрил маленький
Спинокрил маленький (Fissidens pusillus) — вид мохів порядку дикранальних (Dicranales).

## Поширення
Батьківщиною є Європа, Африка, Північна Америка, Південна Америка, Азія.